# Xenofrea anomala
Xenofrea anomala là một loài bọ cánh cứng trong họ Cerambycidae.